# Jacut de Landoac
Pour les articles homonymes, voir Saint-Jacut.
Jacut de Landoac ou Jacut de Bretagne ou Saint Jacut (en breton Sant Jagu) est né au Ve siècle au Pays de Galles et a passé l'essentiel de sa vie en Armorique. Comme ses deux parents, ses frères et sa sœur, il est devenu un saint catholique, fêté le 8 février.

## Histoire
Il est le fils de Fragan et de Gwenn, sa famille, cousine du Roi de Bretagne, s'enfuit devant les Saxons et se réfugia en Armorique dans la baie de Saint-Brieuc, sur les rives du Gouët à l'endroit qui deviendra Ploufragan.
Jacut a une sœur, Sainte Clervie et deux frères, son jumeau Weithnoc (Guéthénoc), et un plus jeune Guénolé, qui deviendront les  saints Guéthénoc et Guénolé. Les trois frères furent tous disciples de Saint Budoc.
Avec son jumeau, Jacut se fixa sur la presqu'île de Landoac. Après avoir converti des païens, ils y bâtirent un monastère qui fut l'origine de l'Abbaye de Saint-Jacut.
Il fut un grand moine itinérant et il évangélisa diverses contrées où l’on garde toujours son culte. Plusieurs portent même son nom comme Saint-Jacut-de-la-Mer, Saint-Jacut-du-Mené, Saint-Jacut-les-Pins.
Jacut serait mort un 8 février de la première partie du Ve siècle. Il a été enterré dans l'église du monastère.
Vers l’an 878 parurent les flottes des Vikings. Pour leur échapper, les moines de Saint-Jacut-de-la-Mer  s’empressèrent de gagner l’intérieur de la Bretagne. Ils sauvèrent ce qu’ils avaient de plus précieux : les reliques de leurs Saints. C'est ainsi qu'ils déposèrent à la paroisse qui portait déjà le nom de leur saint patron (Saint-Jacut-les-Pins), les os de ses bras. C’est cette translation des reliques que toutes les églises dédiées à Saint Jacut fêtent à la date du 5 juillet.

## Lieux de culte en Bretagne actuelle
- Chapelle Saint-Jagut à Plestin: proche du château de Lezormel, elle fut achevée en 1496[1].